# الیوت ارنسون
الیوت اَرنسون (انگلیسی: Elliot Aronson؛ زادهٔ ۹ ژانویهٔ ۱۹۳۲) یک دانشمند، پژوهشگر و متخصص برجسته در زمینه روان‌شناسی اجتماعی اهل ایالات متحده آمریکا است.
او تنها فردی است که در تاریخ ۱۲۰ سالهٔ انجمن روان‌شناسی آمریکا، موفق شده‌است هر سه جایزهٔ آنرا در حوزه‌های «نگارش»، «آموزش» و «پژوهش» بدست آورد.
بر پایهٔ گزارش مجله روان‌شناسی عمومی، او هفتاد و هشتمین روان‌شناس قرن بیستم از لحاظ بیشترین استناد در مقالات روان‌شناسی است.
وی همچنین برندهٔ جوایزی همچون کمک‌هزینه گوگنهایم شده‌است.